# Йордан Сапунджиев
Йордан Сапунджиев (изписване до 1945 година: Юрданъ Сапунджиевъ) е български революционер, деец на Македонската младежка тайна революционна организация (ММТРО), подразделение на Вътрешната македонска революционна организация.

## Биография
Роден е в 1906 година в Скопие. Завършва средна театрална школа.
Влиза в Македонската младежката революционна организация. Арестуван е през лятото на 1927 година, когато сръбските власти разкриват организацията. Той е един от 20-те младежи, изправени пред съда, главно създатели и ръководители на ММТРО, от общо 40-ина арестувани. След 6-месечно следствие, съпроводено с жестоки мъчения на арестуваните, се състои т. нар. Скопски студентски процес (5 – 10 декември 1927 година). Широкият международен отзвук води до стремеж на сръбското правителство да намали политическия ефект от процеса и се отразява на присъдите. Йордан Сапунджиев получава оправдателна присъда.
През 1941 година, при основаването на Скопския общонационален клуб на 14 септември, Сапунджиев е съветник към организацията.